# Maria Saal
Maria Saal (szlovénül: Gospa Sveta) az ausztriai Karintia tartomány egyik nagy történelmi múltú mezővárosa, régi búcsújáró hely, kellemes klímája és történelmi emlékhelyei miatt jelentős idegenforgalmi cél. A Drávába Klagenfurttól keletre torkolló Glan folyó észak-déli lefutású völgyében található.

## Elhelyezkedése
Maria Saal a Zollfeld síkjának peremén épült, erdőkkel körülvett város, 500 m tszf magasságban fekszik, kellemes éghajlatú dombon. A település ősi nevében szereplő „Saal" kifejezés - érdekes etimológiája - a térségére történelmileg utaló jelző. A „Saal", valamint a Glan érintett völgyszakaszának neve, a „Zoll" egyképpen a kelta-római „Solium"-ból (szék, ülőhely, trón) származik. A Glan völgye Maria Saalnál tágabbra nyílik, majd kissé ismét összezárul, hogy néhány kilométernyi út megtétele után a Dráva völgyébe teljesen szétnyíljék.
A település részei:
| - Arndorf (98) - Bergl (4) - Dellach (156) - Gröblach (Groblje) (7) - Hart (Dobrava) (10) - Höfern (17) - Judendorf (4) - Kading (231) - Karnburg (Krnski Grad) (563) - Kuchling (96) - Lind (4) | - Maria Saal (Gospa Sveta) (1.094) - Meilsberg (68) - Meiselberg (3) - Möderndorf (56) - Poppichl (61) - Pörtschach am Berg (49) - Possau (39) - Prikalitz (0) - Ratzendorf (221) - Rosendorf (30) - Rotheis (18) - Sagrad (Za gradom) (89) - St. Michael am Zollfeld (196) | - Stegendorf (78 fő, 2015. január 1-jén) - Stuttern (14) - Techmannsdorf (7) - Thurn (9) - Töltschach (2) - Treffelsdorf (4) - Walddorf (175) - Willersdorf (34) - Winklern (45) - Wrießnitz (115) - Wutschein (102) - Zell (102) - Zollfeld (42) |

## Története

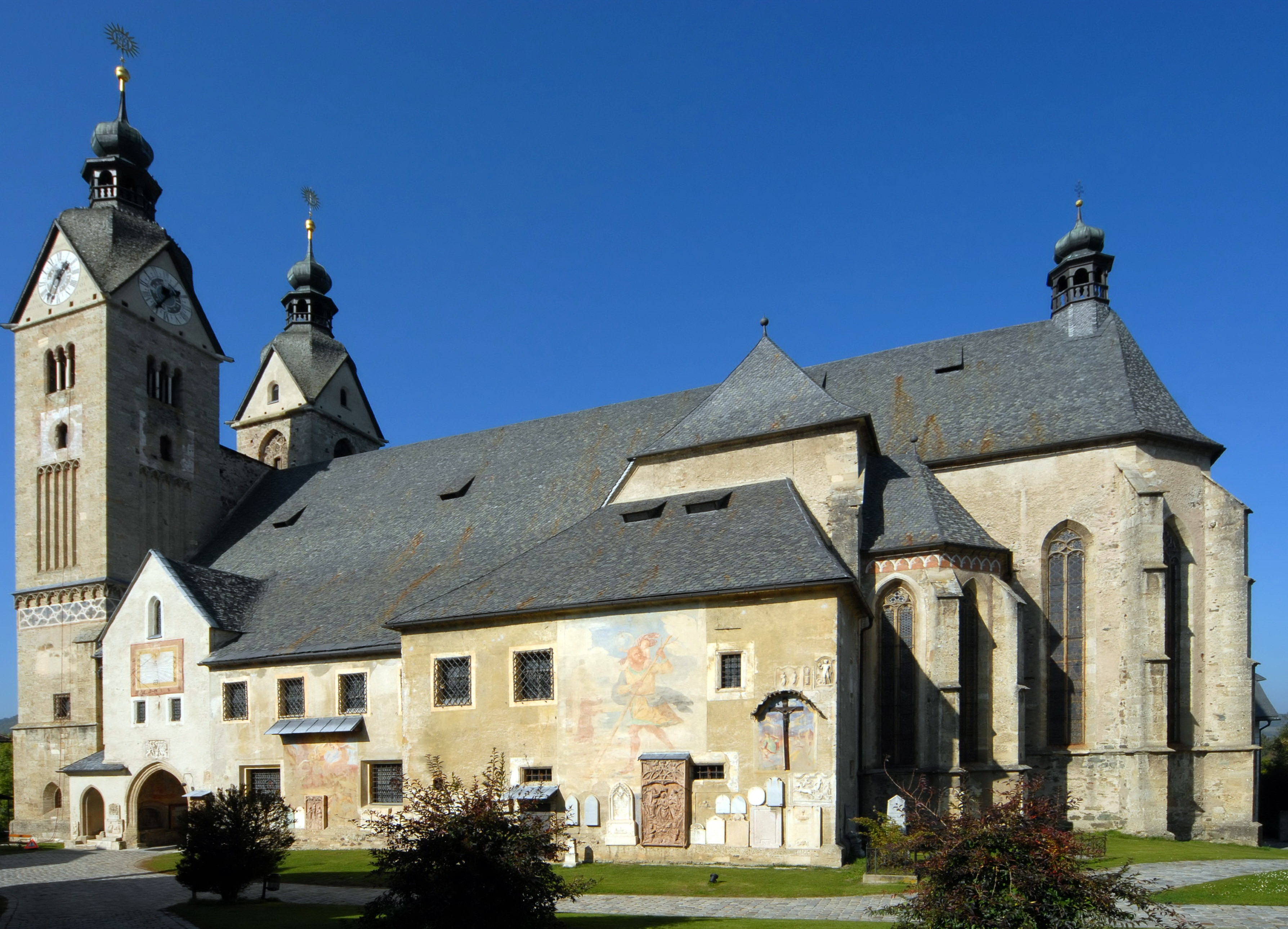
A Mária mennybemenetele-templom

Claudius római császár az 1. században megalapította a Zollfelden, Magdalensberg hegyénél Noricum provincia központját. A város helyén korábban a helyi kelta királyság fővárosa, Virunum volt található.
300 körül a helyi lakosok keresztény hitre tértek és Virunum az Aquileiai patriarchátus egyik püspöki székhelyévé vált. 590 körül pogány szlávok települtek be Karintiába; Virunum utolsó írásos említése 591-ből való. A szlávok megalakították saját államukat, Karantániát, amelynek a fővárosa (Curtis Carantana) szintén a közelben, a mai Karnbergnél feküdt, néhány kilométerre Maria Saaltól.
Miután a Frank Birodalom meghódította a szláv államot, megkezdődött a keresztény hitre térítésük. Valamikor 767 előtt Virgil salzburgi püspök papokat küldött Maria Saalba, amely a második térítési hullám egyik központjaként szolgált.
Karnburg egy ideig a (már német) Karintiai Hercegség központjául is szolgált, Arnulf herceg (a későbbi király) palotát épített itt. A karnburgi Hercegkövön (Fürstenstein; egy volt római oszlopfőn, amelyet a szlávok hasonló célra használtak) avatták fel az új hercegeket, akiket aztán Maria Saal templomában megáldottak. A 9. században felállították a Hercegszéket (Herzogstuhl) egy faragott kőtrónust, ahol az uralkodó törvényt ült.
A 15. század végén a portyázó törökök miatt megerődítették a Mária-templomot. A 17. században leégett és 1670-1674 között újjáépítették. Bécs 1683-as ostroma után a hátrahagyott török ágyúkból egy 6,6 tonnás harangot öntöttek a templom számára; máig ez Karintia legnehezebb harangja.
Maria Saal 1859-ben a Gurki egyházmegyéhez került és az aktuális gurki püspök volt az egyházközség prépostja.
A község 1930-ban mezővárosi státuszt kapott.

## Lakossága
A Maria Saal-i önkormányzat területén 2017 januárjában 3826-an éltek, ami nem jelent változást a 2001-es 3838 lakoshoz képest. Akkor a lakosok 96,7%-a volt osztrák állampolgár. 83,7% római katolikusnak, 4% evangélikusnak, 1% muszlimnak, 9% pedig felekezet nélkülinek vallotta magát.

## Látnivalók

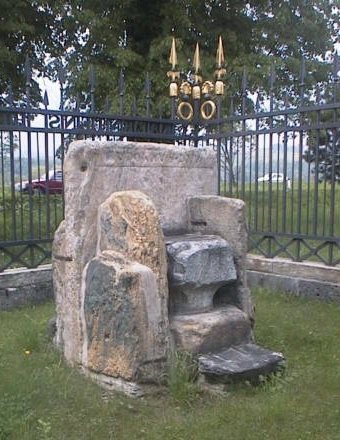
A Hercegszék

- Zollfelder Herzogstuhl: Az állomástól mintegy 2 km-re, a vasúti pálya s az országút keresztezése után, az országút bal oldalán Karintia egyik legősibb s egyben legsajátosabb történelmi emléke. Római kövekből összeállított lépcsős kőtrónus, a Zollfeldi Hercegi Szék -, amelyen ülve a karantán hercegek, 1597-ig, osztották ki a hűbérbirtokokat. Valaha egy kora középkori kápolna is állt ezen a helyen. (A két személyre való kőszéken a hercegnő is elfért. Az objektumot nagy becsben tartják. Facsoport veszi körül s rács védi. A korábban úgyszintén itt álló Fürstenstein (Hercegi Kő), jelenleg a klagenfurti múzeumban található.
- Háromhajós Mária mennybemenetele-plébániatemploma késő gótikus. Az ősi templomot 767-ben építtette Modestus salzburgi püspök. Innen kezdték terjeszteni Karintia-szerte a kereszténységet (Modestus sírja egy oltár alatt van). A kéttornyú templom berendezése főképpen barokk, értékes freskókkal, gótikus szárnyas oltárral (nagyböjt idején használt jellegzetes - Fastentuch - lepellel), Modestus püspöknek a IX. sz.-ból való kőoltárával, reneszánsz festményekkel. A főoltár képe a híres Maria Saal-i Istenanya kegykép, amely kapcsán búcsújáró hely. Az északi toronyban leng, a rendkívül szép hangú, Karintia legnagyobb harangja, amelyet 1687-ben török ágyúkból öntöttek. A templomot a XV. században - a török támadások ellen - megerősítették. Az így kialakult templomudvarban áll a középkor-eredetű, árkádfülkés kálvária-épület, jó minőségű falfestményeivel, továbbá a templomudvar közepén álló nagyon szép gótikus lanterna(lámpa)oszlop is. A környéken talált római domborművek legszebb példányait a templom oldalába falazták be, a művészi faragásokon meglátszik Róma közelsége, az alkotásokon nincs provinciális jelleg. Különösen érdekes egy római postakocsit s az Achilles szekerén vonszolt halott Hektort ábrázoló mű.

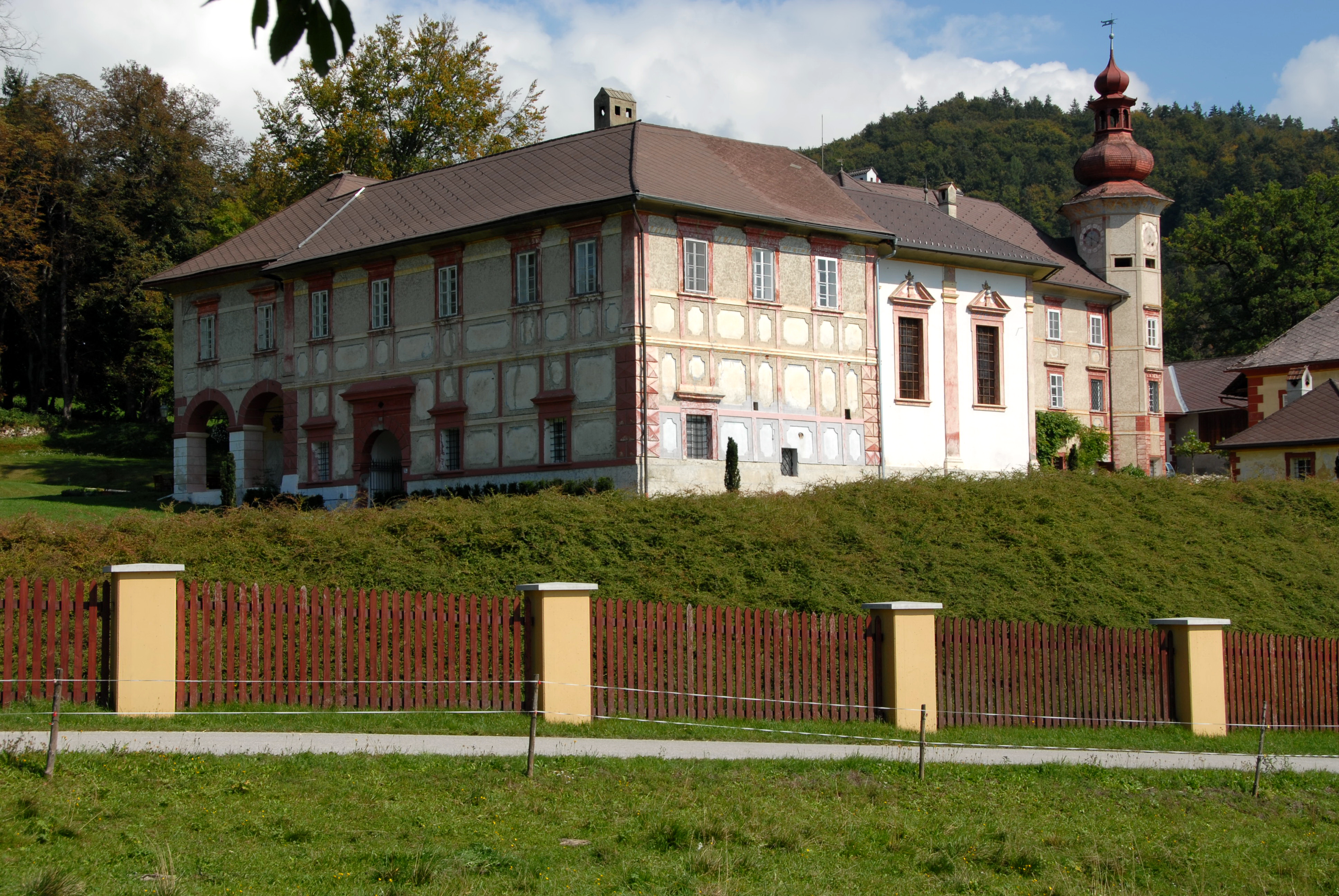
A meiselbergi kastély

- Szabadtéri néprajzi múzeum (skanzen) található a település keleti részén, ahol az ősi, jellegzetes karintiai építészet emlékei láthatók.
- Karnburg vára: A vár a mindenkori karintiai herceg székhelye volt. A beiktatási ceremóniák Karnburgban kezdődtek. Itt állott a „Fürstenstein" (Hercegi Kő), az aktus első részének színhelye. A császártól kinevezett, beiktatandó herceg parasztruhát öltött, gyalogszerrel lovat vezetett elő, vizet ivott egy parasztkalapból, s ekkor egy szabad paraszt - aki eddig a trónon ült, majd meggyőződött arról, hogy az igazi herceggel, egy ún. Edeling-gel van-e dolga - gyengéden arcul ütötte, majd átadta a helyet. Ezzel azt fejezték ki, hogy nem azért választották hercegül, hogy uralkodjék fölöttük, hanem, hogy megvédje őket. Az ünnepi zajongás után átvonultak Maria Saalba, itt mondták az ünnepi misét, itt volt az ünnepi lakoma. Végül a már említett Hercegi Székhez vonult át a menet s itt fogadta az új kormányzó herceg a nép s a nemesek hódolatát. Az utolsó herceg, akinek végig kellett csinálnia a szertartást 1414-ben, Habsburg Ernő volt.
- Magdalensberg-(Virunum) régészeti lelő- és bemutatóhely: az ősi kelta- és római kori Noricum provincia székhelyének emlékei. Az ásatások eredete meglehetősen régi, mert már 1502-ben, szántás közben egy paraszt ekéje márványszoborba ütközött. Így leltek rá az azóta világhírű Magdalensbergi ifjúra, amely ma a bécsi Kunsthistorisches Museum egyik értékes darabja. Az ifjú valószínűleg Polükleitosz eredeti alkotásának egy római eredetű másolata (talán i. e. V. sz.). A jóval később megindult ásatások aztán egy egész római várost tártak föl. Az érdemi tudományos feltárásra csak a második világháború után került sor. Kiderült, hogy itt eredetileg kelta város, sőt egyike volt az alpesi kelták legjelentékenyebb településeinek (a kelták az Alpesekben hegytetőkre építették városaikat). A várost később a rómaiak megszállták és itt berendezkedtek, az üzemi, kereskedelmi és kormányzati épületeket, központi fűtéses villákat, stb. már a rómaiak létesítették.
- Lind-kastély Stegendorfban
- a meiselbergi kastély
- a möderndorfi kastély
- Tonhof kastélya Maria Saalban (Friedrich Welwitsch Afrika-kutató szülőhelye)
- a töltschachi kastély

## Testvértelepülések
- Aquileia (Olaszország)
- Forgaria nel Friuli (Olaszország)
- Gornji Grad (Szlovénia)